# 片平村
片平村（かたひらむら）は福島県中通り中部、安積郡に属していた村。

## 概要
奈良時代の宮中女官の伝説、「采女物語」の舞台として知られた。また、万葉集や古今和歌集に記された歌の歌枕として知られた「安積山」とともに、その影が映ると詠まれた「山ノ井清水」は、村内の山ノ井清水という説がある。

## 地理
- 河川：逢瀬川

### 隣接していた自治体
- 郡山市
- 安積郡
  - 熱海町
  - 喜久田村
  - 逢瀬村

## 歴史
- 1889年（明治22年）4月1日 - 町村制施行により、片平村が単独で村制施行し安積郡片平村が発足[2][3]。
- 1965年（昭和40年）5月1日 - 郡山市が片平村を含む安積郡全町村・田村郡田村町と新設合併を行ったことで郡山市の一部となる。これにより地方自治体としての片平村が消滅。

変遷表
| 1868年 以前 | 1868年 以前 | 明治9年      | 明治12年 | 明治22年 4月1日 | 昭和40年 5月1日 | 現在   |
| ----------- | ----------- | ------------ | -------- | --------------- | --------------- | ------ |
|             | 片平村      | 菱形村の一部 | 片平村   | 片平村          | 郡山市          | 郡山市 |

## 人口・世帯

### 人口
総数 [単位： 人]
| 1889年（明治22年） | 1,934 |
| 1920年（大正 9年） | 2,690 |
| 1947年（昭和22年） | 4,400 |

### 世帯
総数 [単位： 世帯]
| 1920年（大正 9年） | 457 |
| 1947年（昭和22年） | 713 |